# Raymond-Hamet
Raymond-Hamet (Dijon, 25 de març de 1890 - París 2 d'octubre de 1972) fou un botànic francès, especialitzat en Crassulaceae.

## Vida i obra
Raymond-Hamet va ser, entre altres coses, un expert internacional en el gènere Kalanchoe Adans. (Crassulaceae). Als 15 anys va publicar la seva primera nova espècie de Kalanchoe, i als 18 ja havia publicat una revisió completa del gènere, plena de les referències de pràcticament tota la literatura disponible del gènere en aquell moment, així com una voluminosa exsiccata derivada de nombrosos herbaris. Durant un període de 57 anys, Raymond-Hamet va descriure i reclassificar més de 60 espècies de Kalanchoe, majoritàriament de Madagascar, però també d'altres parts del món, i també va proposar diversos noms nous del gènere que posteriorment van ser publicats vàlidament per altres investigadors.
La nova combinació Kalanchoe beauverdii Raym.-Hamet var. juelii (Raym.-Hamet & H.Perrier) Gideon F.Sm. & Figueiredo es va publicar recentment després que un intent anterior de Rauh & Hebding, el 1995, no tingués èxit. El nom K. juelii Raym.-Hamet & H.Perrier, basionim de Kalanchoe beauverdii var. juelii, es va tipificar quan es va fer la combinació.
Entre altres llibres, va publicar: Raymond-Hamet, A. “Physiological action of the extract of muira puama.” Comp. Rend. Soc. Biol. 1932; 109: 1064-7.

## Abreviatura
L'abreviatura Raym.-Hamet s'empra per indicar a Raymond-Hamet com autoritat en la descripció i classificació científica dels vegetals.